# Football Club Aris Bonnevoie
FC Aris Bonnevoie foi uma equipe luxemburguesa de futebol com sede em Luxemburgo. Disputava a primeira divisão de Luxemburgo (Campeonato Luxemburguês de Futebol).
Seus jogos foram mandados no Stade Josy Barthel, que possui capacidade para 8.054 espectadores.

## História
O FC Aris Bonnevoie foi fundado em 1922.
Em 2001, extinto, ele se fundiu com o CS Alliance 01 Luxembourg.